# Grzeczny świat
Grzeczny świat (tytuł oryg. Disturbing Behavior) – amerykańsko-australijski thriller filmowy z 1998 roku.

## Fabuła
Rodzina Clarków po samobójstwie najstarszego syna przeprowadza się do małego miasteczka Cradle Bay. Młodszy brat, Steve Clark musi przyzwyczaić się do nowej sytuacji, życia w innym mieście, w nowej szkole i wśród nowych kolegów. W porównaniu do jego poprzednich znajomości tutejsi nastolatkowie zachowują się zupełnie inaczej, nie piją, nie palą, nie biorą narkotyków, a czas wolny poza lekcjami poświęcają na naukę i pomoc przy pracach społecznych. Z pomocą nowych przyjaciół Steve odkryje przerażający sekret miasteczka Cradle Bay. Okaże się bowiem, że za zgodą rodziców szkolny psychiatra przeprowadza na uczniach operacje, po których raz na zawsze zapominają oni o swych wcześniejszych nawykach.

## Obsada
- James Marsden – Steve Clark
- Katie Holmes – Rachel Wagner
- Nick Stahl – Gavin Strick
- Steve Railsback – oficer Cox
- Bruce Greenwood – dr Edgar Caldicott
- William Sadler – Dorian Newberry
- Katharine Isabelle – Lindsay Clark
- Chad E. Donella – U.V.